# Fort de Bois-d’Arcy

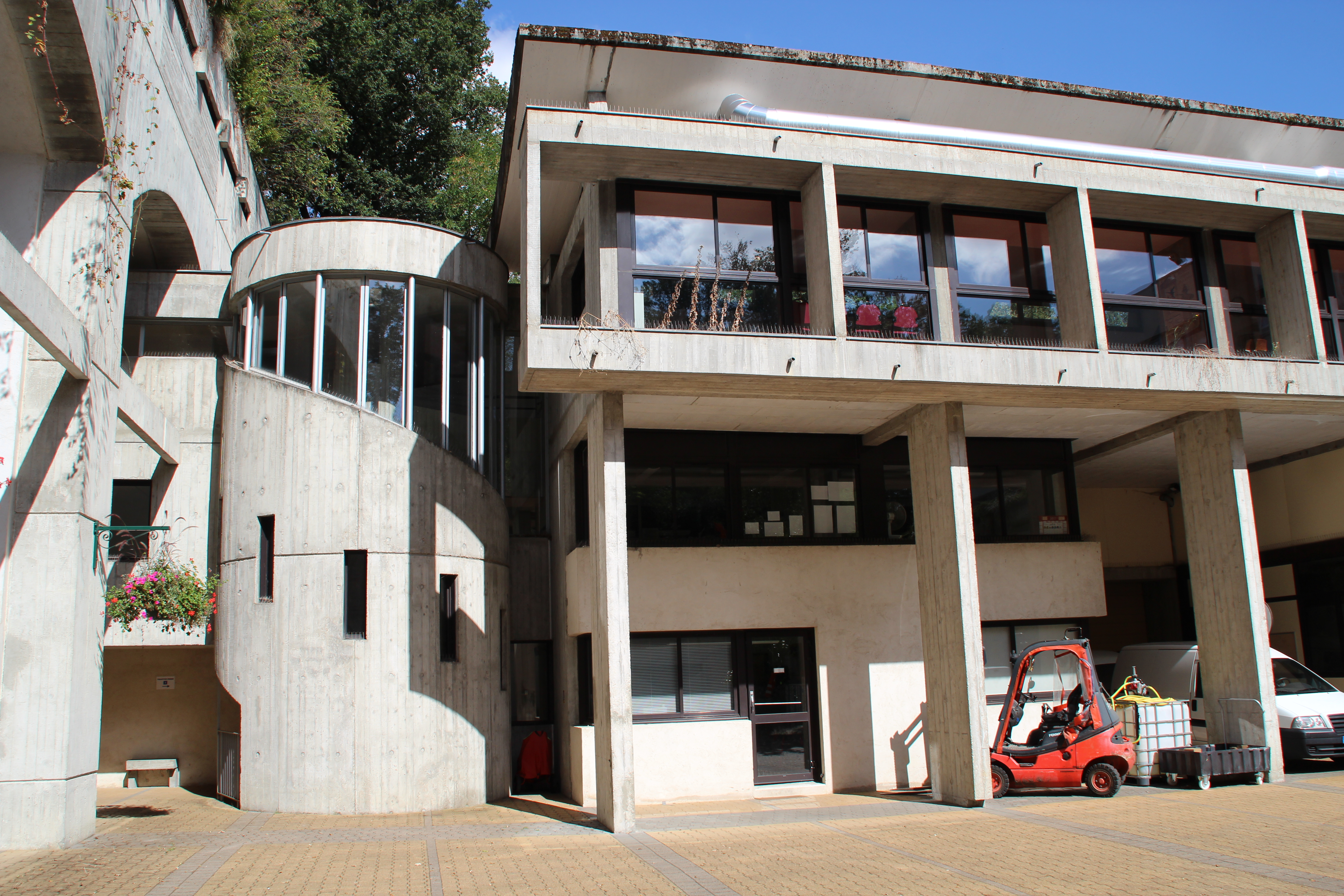
Ein Teil der Festung

Das Fort de Bois-d’Arcy, auch als Batterie de Bois-d’Arcy bekannt, ist eine der Festungen, die um die französische Hauptstadt Paris herum gebaut wurden, um diese zu schützen.
Das Fort befindet sich in der Gemeinde Bois-d’Arcy im Département Yvelines. Heute beherbergt es das französische Filmarchiv des Centre national du cinéma et de l’image animée.

## Geschichte
Zwischen 1874 und 1881 wurde das Bois-d’Arcy-Fort erbaut. Es sollte Fort de Saint-Cyr, Versailles und das Lager de Satory beschützen.
Während des Zweiten Weltkrieges wurde das Fort durch die deutsche Wehrmacht besetzt. Vor dem Rückzug 1944 sprengten es die Deutschen.
In den 1960er Jahren wurde das Fort durch das französische Kulturministerium übernommen und das Centre national du cinéma et de l’image animée wurde dort eingerichtet. Die wichtigsten französischen Filme werden dort gelagert. Diese Aufgabe hat es bis heute. Seit 1991 ist es als historisches Monument anerkannt.
Weitere Festungen in Yvelines sind:
- Batterie de Bouviers
- Batterie du Ravin de Bouviers
- Fort du Haut-Buc
- Fort de Saint-Cyr
- Fort du Trou d’Enfer